# Фабрици, Винченцо
Винченцо Фабрици (итал. Vincenzo Fabrizi; 1764, Неаполь — около 1812) — итальянский композитор.

## Биография
Учился в Неаполе у Джакомо Тритто, дебютировал на неаполитанском карнавале 1783 года одноактной оперой «Три горбуна-соперника» (итал. I tre gobbi rivali). В 1784-85 годах написал две новые оперы для театра Марсильи-Росси в Болонье: «La convenienza non ha legge » с анонимным либретто и «I due castellani burlati» с либретто Филиппо Ливиньи.
В 1786 году занял должность хормейстера Римского университета. 20 февраля того же года в театре Капраника он поставил «La sposa invisibile farsetta per musica a cinque voci» с либретто неизвестного автора, а весной — в театре Паллакорда во Флоренции поставил Chi la fa l'aspetti ossia I Puntigli di gelosia с либретто Ливиньи. Эти оперы, как и две предыдущих, пользовались зрительским успехом.
В 1787 году Фабрици в роли постоянного дирижера римского театра Капраника исполнил «La nobilità villana» с либретто анонимного автора. В том же году в театре Валле в Риме представил музыкальную вариацию истории Дон Жуана на основе либретто Джованни Баттиста Лоренци — «Ilconvitato di pietra». Она стала самой успешной из работ композитора. Весной Фабрици в неаполитанском театре Нуово исполнил «Gli innamorati trappolieri» с либретто Джузеппе Паломбы, осенью — снова в римском Валле поставил «Il viaggiatore sfortunato in amore» на либретто Фелличе Баллани.
В 1788 году, в январе и феврале, в театре Капраника представил новые оперы «La tempesta ossia Da un disordine ne nasce un ordine» и «Ilcolombo ossia La scoperta delle Indie», автор либретто в обоих случаях — М. Маллио. Весной в Неаполе Фабрици сочинил оперу «L'incontro per accidente» на либретто Г. М. Диодати, поставлена она была, скорее всего, тем же летом в театре Фондо, а через несколько месяцев — в театре Сан-Крус. Последней работой композитора стала поставленная в Барселоне «Ilcaffè di Barcellona» с либретто неизвестного автора. После 1789 года Фабрици изчез с музыкальной сцены до самой смерти.

## Стиль и вклад композитора
Стиль Фабрици с его легким сценическим рисунком и достоинствами музыкального письма схож с произведениями Паизиелло и Чимарозы. Выделяют изящество мелодического вдохновения, гибкость в работе с вокальными средствами, высокий уровень владения оркестровым письмом.
Фабрици — один из последних представителей неаполитанской оперной традиции XVIII века. Он принимал участие в изменениях, которые привели оперу-буффа к глубокому обновлению ее языка, формы и структуры.